# National FS-4500
National FS-4500 (FS-4500) је кућни рачунар, производ фирме NATIONAL који је почео да се израђује у Јапану током 1986. године.
Користио је Zilog Z80A као централни микропроцесор а RAM меморија рачунара FS-4500 је имала капацитет од 64 KB + 8 KB SRAM (за софтверски бекап).
Као оперативни систем кориштен је MSX DOS 2.0.

## Детаљни подаци
Детаљнији подаци о рачунару FS-4500 су дати у табели испод.
|                       | |
| [ 1 ]                 | |
| Произвођач            | |
| Тип                   | кућни рачунар                                                                                       |
| Меморија              | 64 + 8 SRAM (за софтверски бекап)                                                                   |
| Поријекло             | Јапан                                                                                               |
| Година                | 1986                                                                                                |
| Тастатура             | тастатура са пуним помаком тастера са 5 функцијских тастера, 4 тастери смјера и нумеричка тастатура |
| Процесор              | |
| Фреквенција процесора | 3,58                                                                                                |
| RAM                   | 64 + 8 SRAM (за софтверски бекап)                                                                   |
| ROM                   | 48 KB                                                                                               |
| Текст                 | 40 x 24 / 32 x 24                                                                                   |
| Графика               | 64 x 48 / 256 x 192 / 256 x 212 / 512 x 212                                                         |
| Боја                  | 512                                                                                                 |
| Звук                  | 3 канала, 8 октава                                                                                  |
| Димензије             | непознато                                                                                           |
| Портови               | |
| Оперативни систем     | |